# Geistthal-Södingberg
Geistthal-Södingberg osztrák község Stájerország Voitsbergi járásában. 2017 januárjában 1555 lakosa volt. 

## Elhelyezkedése

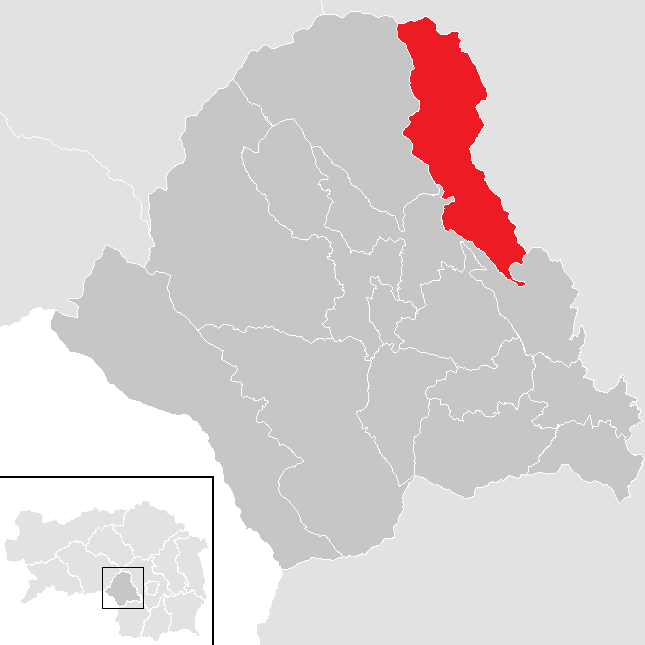
Geistthal-Södingberg a Voitsbergi járásban

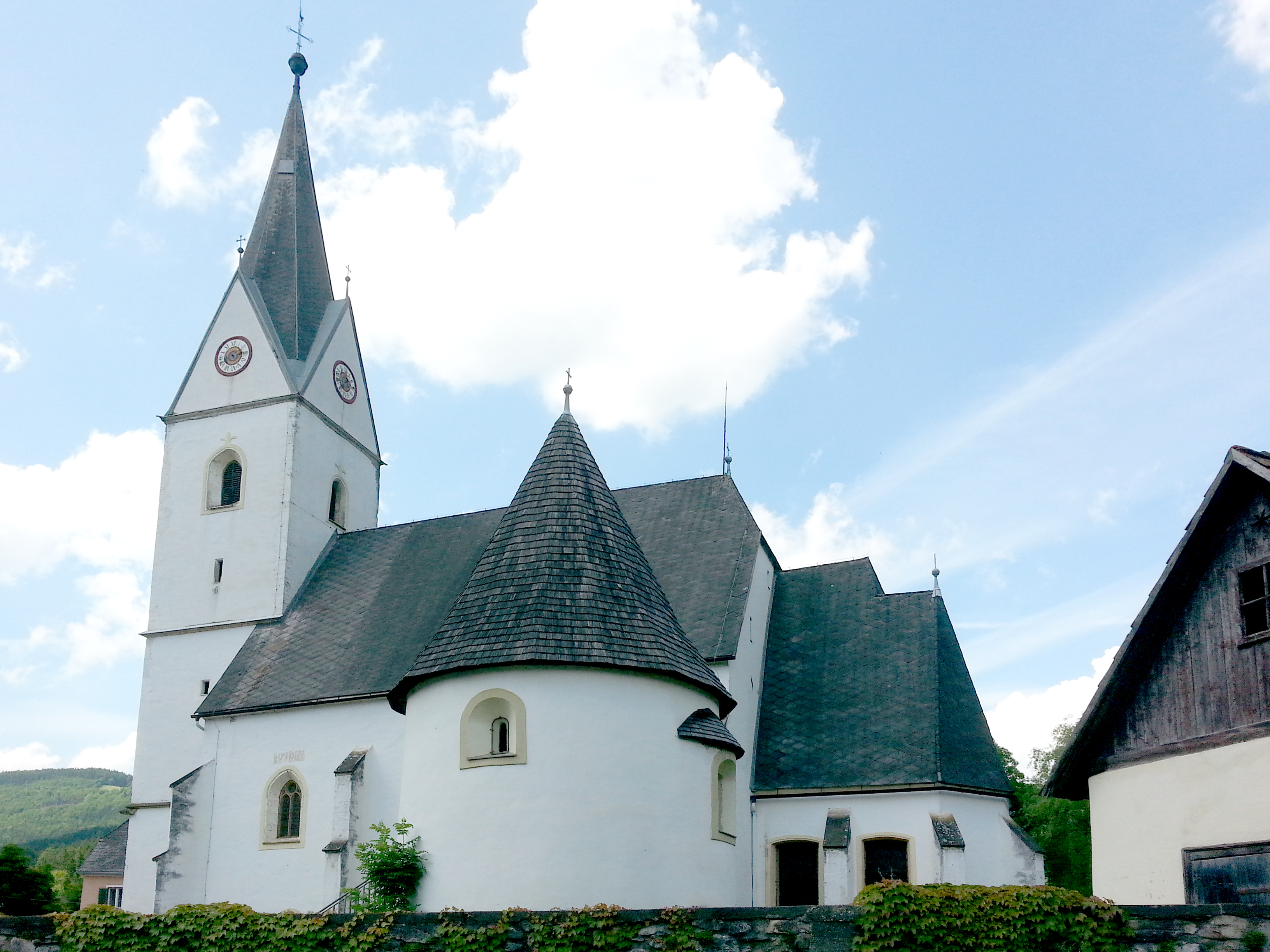
A Szt. Jakab-templom

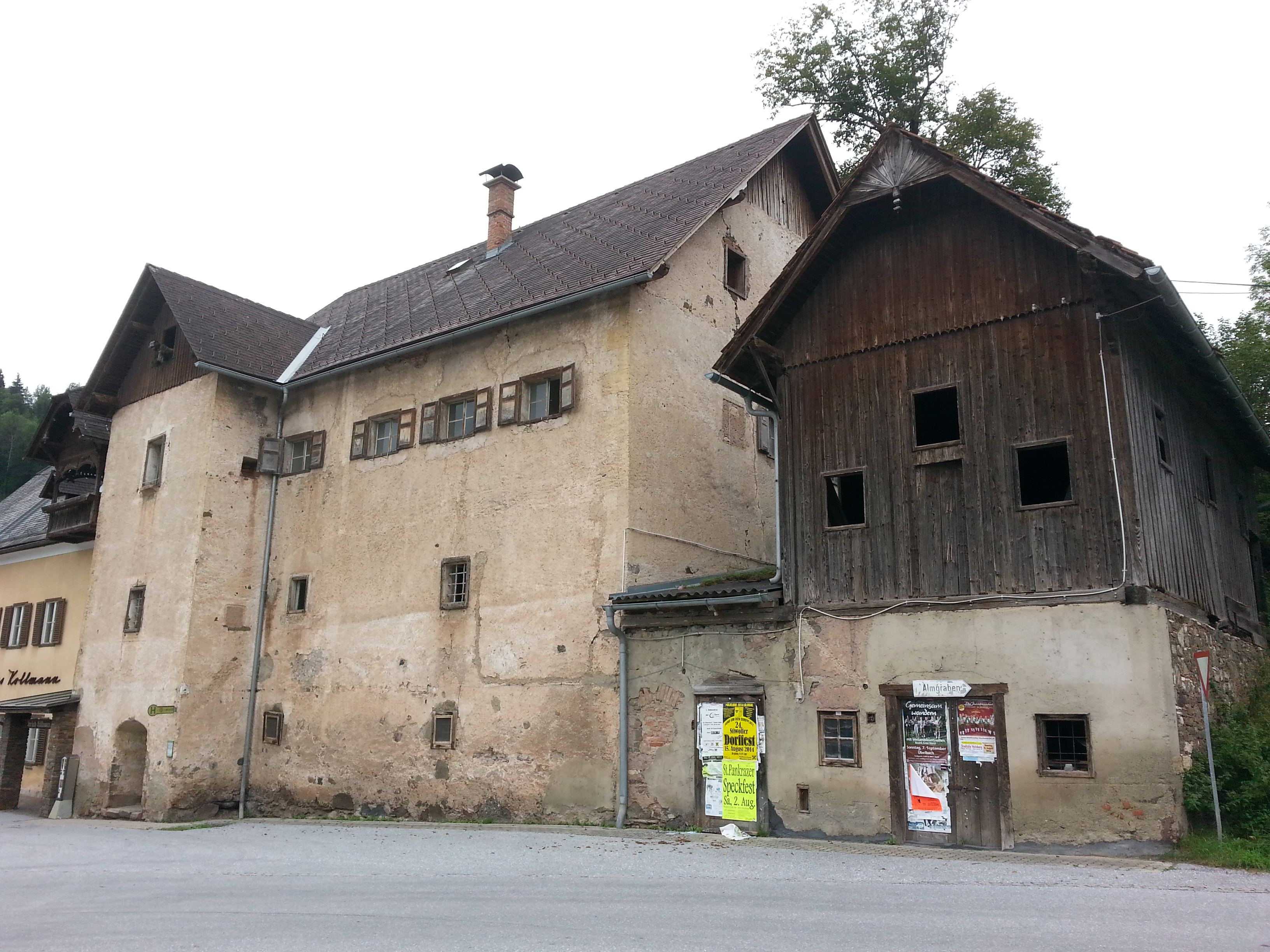
A könyvesház

Geistthal-Södingberg a tartomány középső részén fekszik Graztól északnyugatra, a Stájer Elő-Alpokhoz tartozó Gleinalpe hegységben, a Södingbach folyó mentén. Az önkormányzathoz 5 falu tartozik: Eggartsberg (293 lakos), Geistthal (246), Kleinalpe (107), Södingberg (808) és Sonnleiten (135).
A környező önkormányzatok: délre Stallhofen, délnyugatra Bärnbach, nyugatra Kainach bei Voitsberg, északra Übelbach, keletre Gratwein-Straßengel, délkeletre Stiwoll.

## Története
A 2015-ös stájerországi közigazgatási reform keretein belül az addig különálló Geisthhal és Södingberg községeket Geistthal-Södingberg néven egyesítették. 
Az önkormányzat területe legalább 6000 éve lakott. A kelták és rómaiak által hátrahagyott régészeti leletekből kis múzeumot is berendeztek Södingberg volt polgármesteri hivatalában. A kelták jelenlétéről főleg halomsírok és egy falu maradványai, a rómaiakéról sírkövek és egy valamikori villa rustica (vidéki majorság) tanúskodnak. 

## Lakosság
A Geistthal-Södingberg-i önkormányzat területén 2017 januárjában 1555 fő élt. A lakosságszám 2001 óta (akkor 1811 fő) csökkenő tendenciát mutat. 2015-ben a helybeliek 98%-a volt osztrák állampolgár; a külföldiek közül 0,3% a régi (2004 előtti), 1,4% az új EU-tagállamokból érkezett. 2001-ben az akkori Geistthalban a lakosok 95,8%-a római katolikusnak, 1% evangélikusnak, 2,1% felekezet nélkülinek vallotta magát. Ugyanekkor 2 magyar élt a községben.    

## Látnivalók
- Geistthal Szt. Jakab-plébániatemplomát először 1245-ben említik. 1786-ig a st. lambrechti apátság felügyelte. A gótikus épület szentélye a 15. század második feléből, a hajó 1538-39-ből való. Mellette kétszintes, kerek csontkamra található. A templom falában 1-2. századi római feliratos kövek tekinthetők meg.
- a 16. századi ún. könyvesház (Buchhaus) a reini apátság helyi felügyelőjének háza volt.
- a Södingberg melletti villa rustica maradványai

## Fordítás
- Ez a szócikk részben vagy egészben  a   Geistthal-Södingberg című német Wikipédia-szócikk ezen változatának fordításán alapul.  Az eredeti cikk szerkesztőit annak laptörténete sorolja fel. Ez a jelzés csupán a megfogalmazás eredetét és a szerzői jogokat jelzi, nem szolgál a cikkben szereplő információk forrásmegjelöléseként.